# Pásztor József (laptulajdonos)
Pásztor József (eredeti neve: Pollák; Szeged, 1884. június 4. – Budapest, 1962.január 31.) magyar újságíró, lapszerkesztő, laptulajdonos.

## Életpályája
Asszimilálódásra kész szegedi zsidó családban született, atyja Pollák Jónás, anyja Kohn Regina, az anyakönyvbe a fiút Pollák József néven jegyezték be, később felnőtt korában vette fel a Pásztor nevet. Középiskolai tanulmányait a szegedi piarista gimnáziumban végezte, egyik jeles iskolatársa Juhász Gyula költő. Egyetemi tanulmányokba fogott, de már 1904-től az újságírás vonzotta, szinte valamennyi szegedi lapba írt, kivéve a Szegedi Friss Újságot. Főleg a Szegedi Napló, majd 1908-tól a Szeged és Vidéke napilapokba írt. 1908-ban Kuszkó Dezsővel szerkesztette a Szeged és Vidéke Karácsonyi könyvét, amelyben helyet kaptak Babits Mihály, Juhász Gyula, Móra Ferenc költeményei, Cserzy Mihály és Tömörkény István novellái. Az újságokba mindenről írt, ami szükséges volt; színikritikáit, kulturális témájú cikkeit k.s. szignóval jegyezte (Kézai Simon nyomán).
Az 1910. májusában induló szegedi Délmagyarország című napilapnak Pásztor József is munkatársa lett. 1910. szeptember 2-án színházi lapot is indított Mai Színlap címmel. A Délmagyarország első főszerkesztőjének, Róna Lajosnak a távozása után 1910. november 30-án Pásztor József lett a Délmagyarország főszerkesztője. Részestársa lett a Délmagyarországot előállító Ligeti Jenő és társai könyvnyomdának. 1911 őszén Balassa Józseffel szerkesztette a Vidéki Újságírók Könyvét.
1911. decemberében házasodott, felesége Rosenfeld Rudolfina révén jó üzleti kapcsolatokkal bíró családba került. 1912-ben a Délmagyarország kiadója és nyomdai előállítója a Várnay-cég lett. Pásztor József továbbra is szerkesztő maradt, a Délmagyarország az 1910-es évek közepe felé hamarosan a Szegedi Napló színvonalas vetélytársává vált, ebben a kiváló személyzeti politika is közrejátszott, 1918-ban Juhász Gyula költőt, Frank József nagy szerkesztői gyakorlattal rendelkező újságírót vette át a Szeged és Vidéke laptól Pásztor József főszerkesztő.
1918. novemberében Pásztor a Délmagyarország társtulajdonosa lett a Várnay-céggel, majd 1919 januárjában a Várnay-cég részét is megvásárolta feltehetően a lap nyomdájával együtt. A Délmagyarország a Tanácsköztársaság idején főleg Juhász Gyula révén erősen balra tolódott. A Tanácsköztársaság bukása után Pásztor 1-2 évre Bécsbe emigrált. A háttérből irányította a lapot, amelyet ekkor (1920 áprilistól) már ténylegesen Frank József szerkesztett. A lapot így is betiltották 1920. május 30-án. Újra indították Szeged címmel, de az első években Pásztornak ebben nem volt szerepe, nyomdája jövedelméből élt. Majd 1923-ban a Délmagyarország Rt. megalakulásával főrészvényes és ügyvezető igazgató lett. A Szeged című napilap szerkesztését Frank József kezében hagyta, aki Juhász Gyulával, Móra Ferenccel, Magyar Lászlóval, stb. alakította a lap liberális, ellenzéki irányvonalát, 1925 áprilisában ismét betiltották, de már májusban újra indult Délmagyarország címen, kedvezett a konszolidáció légköre. A Délmagyarország a vidéki Magyarország egyik színvonalas napilapja lett, s egyik meghatározója Szeged város közéletének.
Frank József 1926. áprilisában súlyosan megbetegedett, hosszú betegeskedés után 1929. márciusában elhunyt. 1926. májusától 1938. december 8-ig Pásztor József főszerkesztésében jelent meg a Délmagyarország. Pásztor Szeged város kulturális életében a lapszerkesztésen túl szerepet vállalt a képzőművészeti élet, a könyvkiadás fellendítésében is és bábáskodott a Szegedi Szabadtéri Játékok születésénél, ez utóbbi kapcsán könyvet is írt: A szegedi szabadtéri játékok története : három év monográfiája címen, a kötet 1938-ban jelent meg.
Pásztor József életpályáját az 1938-as első zsidótörvény szakította meg, Pásztornak lapkiadói tulajdonától, s nyomdájától is meg kellett válnia, főszerkesztői állását sem tarthatta meg. 1944-ben zsidó származása miatt deportálták, végül megmenekült, de életének utolsó másfél évtizede már csak alkalmi publikációkra, emlékiratokra, dokumentumközlésekre korlátozódott.